# Cartagenera

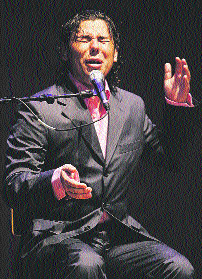
Miguel Poveda, ganador del Cante por Cartageneras en la edición de 1993 del Festival del Cante de las Minas. Foto del 2007.

La cartagenera es un palo del cante flamenco propio de la Sierra minera de Cartagena-La Unión.
Los cantes minero-levantinos son un estilo flamenco que se desarrolló en el siglo XIX en la Sierra minera de Cartagena-La Unión como resultado de las grandes migraciones de andaluces, especialmente almerienses, a esta región.
De la malagueña, la granaína y el taranto de Almería, palos herederos del fandango, traídos por los obreros andaluces y su contacto con los fandangos locales, surgieron los denominados cantes minero-levantinos: 
La cartagenera consta de cuatro o cinco versos octosílabos. Procede del aflamencamiento de los fandangos locales del siglo XVIII. No trata temas mineros.
Los principales intérpretes de la cartagenera son Antonio Piñana, Encarnación Fernández, Fosforito y José Sorroche.